# 萨马拉 (萨拉曼卡省)
萨马拉，是西班牙卡斯蒂利亚-莱昂萨拉曼卡省的一个市镇。 总面积48平方公里，总人口143人（2001年），人口密度3人/平方公里。